# Prochromadorella attenuata
Prochromadorella attenuata är en rundmaskart som först beskrevs av Gerlach 1952.  Prochromadorella attenuata ingår i släktet Prochromadorella och familjen Chromadoridae. Arten är reproducerande i Sverige. Inga underarter finns listade i Catalogue of Life.